# Plectranthus concinnus
Plectranthus concinnus là một loài thực vật có hoa trong họ Hoa môi. Loài này được (Hiern) K.Schum. miêu tả khoa học đầu tiên năm 1902.